# Seven Femenino de Dubái 2017
El Seven Femenino de Dubái de 2017 fue la séptima edición del torneo de rugby 7, fue el primer torneo de la Serie Mundial Femenina de Rugby 7 2017-18.
Se desarrolló en el The Sevens Stadium de la ciudad de Dubái, Emiratos Árabes Unidos.

## Fase de grupos

### Grupo A
| Equipo         | Encuentros | Encuentros | Encuentros | Encuentros | Tantos  | Tantos    | Tantos     | Puntos |
| Equipo         | jugados    | ganados    | empatados  | perdidos   | a favor | en contra | diferencia | Puntos |
| -------------- | ---------- | ---------- | ---------- | ---------- | ------- | --------- | ---------- | ------ |
| Nueva Zelanda  | 3          | 3          | 0          | 0          | 113     | 21        | +92        | 9      |
| Francia        | 3          | 2          | 0          | 1          | 55      | 50        | +5         | 7      |
| Estados Unidos | 3          | 1          | 0          | 2          | 50      | 79        | –29        | 5      |
| Sudáfrica      | 3          | 0          | 0          | 3          | 20      | 88        | –68        | 3      |

### Grupo B
| Equipo     | Encuentros | Encuentros | Encuentros | Encuentros | Tantos  | Tantos    | Tantos     | Puntos |
| Equipo     | jugados    | ganados    | empatados  | perdidos   | a favor | en contra | diferencia | Puntos |
| ---------- | ---------- | ---------- | ---------- | ---------- | ------- | --------- | ---------- | ------ |
| Australia  | 3          | 3          | 0          | 0          | 80      | 19        | +61        | 9      |
| Rusia      | 3          | 2          | 0          | 1          | 65      | 46        | +19        | 7      |
| Inglaterra | 3          | 1          | 0          | 2          | 48      | 53        | –5         | 5      |
| Japón      | 3          | 0          | 0          | 3          | 14      | 89        | –75        | 3      |

### Grupo C
| Equipo  | Encuentros | Encuentros | Encuentros | Encuentros | Tantos  | Tantos    | Tantos     | Puntos |
| Equipo  | jugados    | ganados    | empatados  | perdidos   | a favor | en contra | diferencia | Puntos |
| ------- | ---------- | ---------- | ---------- | ---------- | ------- | --------- | ---------- | ------ |
| Canadá  | 3          | 3          | 0          | 0          | 81      | 14        | +67        | 9      |
| España  | 3          | 2          | 0          | 1          | 36      | 31        | +5         | 7      |
| Irlanda | 3          | 1          | 0          | 2          | 27      | 60        | –33        | 5      |
| Fiyi    | 3          | 0          | 0          | 3          | 31      | 70        | –39        | 3      |

## Fase Final

### Copa de oro
|  | Cuartos de final | Cuartos de final | Cuartos de final |           |                | Semifinales    | Semifinales | Semifinales |       |                | Copa           | Copa         | Copa |  |
|  |                  |                  |                  |           |                |                |             |             |       |                |                |              |      |  |
|  |                  |                  |                  |           |                |                |             |             |       |                |                |              |      |  |
|  | Estados Unidos   | Estados Unidos   | 14               |           |                |                |             |             |       |                |                |              |      |  |
|  | Estados Unidos   | Estados Unidos   | 14               |           |                |                |             |             |       |                |                |              |      |  |
|  | Nueva Zelanda    | Nueva Zelanda    | 12               |           |                |                |             |             |       |                |                |              |      |  |
|  | Nueva Zelanda    | Nueva Zelanda    | 12               |           | Estados Unidos | Estados Unidos | 21          |             |       |                |                |              |      |  |
|  |                  |                  |                  |           | Estados Unidos | Estados Unidos | 21          |             |       |                |                |              |      |  |
|  |                  |                  | Rusia            | Rusia     | 12             |                |             |             |       |                |                |              |      |  |
|  | Rusia            | Rusia            | Rusia            | Rusia     | 12             | 20             |             |             |       |                |                |              |      |  |
|  | Rusia            | Rusia            |                  |           |                |                |             |             |       |                |                |              |      |  |
|  | España           | España           | 7                |           |                |                |             |             |       |                |                |              |      |  |
|  | España           | España           | 7                |           |                |                |             |             |       | Estados Unidos | Estados Unidos | 0            |      |  |
|  |                  |                  |                  |           |                |                |             |             |       | Estados Unidos | Estados Unidos | 0            |      |  |
|  |                  |                  | Australia        | Australia | 34             |                |             |             |       |                |                |              |      |  |
|  | Australia        | Australia        | Australia        | Australia | 34             | 29             |             |             |       |                |                |              |      |  |
|  | Australia        | Australia        |                  |           |                |                |             |             |       |                |                |              |      |  |
|  | Inglaterra       | Inglaterra       | 12               |           |                |                |             |             |       |                |                |              |      |  |
|  | Inglaterra       | Inglaterra       | 12               |           | Australia      | Australia      | 25          |             |       | Tercer lugar   | Tercer lugar   | Tercer lugar |      |  |
|  |                  |                  |                  |           | Australia      | Australia      | 25          |             |       | Tercer lugar   | Tercer lugar   | Tercer lugar |      |  |
|  |                  |                  | Canadá           | Canadá    | 7              |                |             |             |       |                |                |              |      |  |
|  | Canadá           | Canadá           | Canadá           | Canadá    | 7              | 24             |             |             | Rusia | Rusia          | 10             |              |      |  |
|  | Canadá           | Canadá           |                  |           |                |                |             |             | Rusia | Rusia          | 10             |              |      |  |
|  | Francia          | Francia          | 19               |           |                |                |             |             |       |                | Canadá         | Canadá       | 5    |  |
|  | Francia          | Francia          | 19               |           |                |                |             |             |       |                | Canadá         | Canadá       | 5    |  |
|  |                  |                  |                  |           |                |                |             |             |       |                |                |              |      |  |

| Bandera de Australia   |
| Campeón Australia      |
| 1º título del circuito |